# Linh Trường
Linh Trường là một xã cũ thuộc huyện Gio Linh, tỉnh Quảng Trị, Việt Nam.

## Lịch sử
Ngày 16 tháng 6 năm 2025, Ủy ban Thường vụ Quốc hội ban hành Nghị quyết số 1680/NQ-UBTVQH15 về việc sắp xếp các đơn vị hành chính cấp xã của tỉnh Quảng Trị năm 2025. Theo đó, sắp xếp toàn bộ diện tích tự nhiên, quy mô dân số của các xã Hải Thái, xã Linh Trường, xã Gio An, xã Gio Sơn thành xã mới có tên gọi là xã Cồn Tiên.

## Địa lý
Xã Linh Trường nằm ở phía tây huyện Gio Linh, có vị trí địa lý:
- Phía đông giáp các xã Gio An, Hải Thái và Trung Sơn
- Phía tây giáp huyện Hướng Hóa
- Phía nam giáp huyện Cam Lộ và huyện Đakrông
- Phía bắc giáp huyện Vĩnh Linh.

Xã Linh Trường có diện tích 182,23 km², dân số năm 2018 là 2.496 người, mật độ dân số đạt 14 người/km².

## Hành chính
Xã Linh Trường được chia thành 9 thôn: Ba Ze, Bến Hà, Bến Tắt, Cu Đinh, Đồng Zôn, Khe Me, Sông Ngân, Trường Hải, Trường Thành.

## Lịch sử
Địa bàn xã Linh Trường hiện nay trước đây vốn là hai xã Vĩnh Trường và Linh Thượng thuộc huyện Gio Linh.
Trước khi sáp nhập, xã Vĩnh Trường có diện tích 8,71 km², dân số là 642 người, mật độ dân số đạt 74 người/km². Xã Linh Thượng có diện tích 173,52 km², dân số là 1.854 người, mật độ dân số đạt 11 người/km².
Ngày 17 tháng 12 năm 2019, Ủy ban Thường vụ Quốc hội ban hành Nghị quyết 832/NQ-UBTVQH14 về việc sắp xếp các đơn vị hành chính cấp xã thuộc tỉnh Quảng Trị (nghị quyết có hiệu lực từ ngày 1 tháng 1 năm 2020). Theo đó, sáp nhập toàn bộ diện tích và dân số của hai xã Vĩnh Trường và Linh Thượng thành xã Linh Trường.